# معركة مرج الأجم
معركة مرج الأجم من أولى المعارك بعد قيام الدولة العباسية، وقعت سنة 132 هـ بين الجيش العباسي بقيادة عبد الله بن علي عم السفاح و الثائرين من أهل حمص بقيادة أبي محمد بن عبد الله بن يزيد السفياني و قد انتهت بفوز العباسيين وهرب أبي محمد إلى مكة. و قد وقعت هده المعركة قرب حلب.